# Кушніренко Георгій Анатолійович
Кушніренко Георгій Анатолійович  (28 грудня 1919 — 1 січня 2000) — російський сценарист. Заслужений діяч мистецтв РРФСР. Лауреат Державної премії РРФСР.

## Біографія
Народився 28 грудня 1919 року у Єлисаветграді.
З 1937 по 1941 рік — навчався на електротехнічному факультеті Московського енергетичного інституту. З 1945 по 1946 рік — Індустріального інституту.
Учасник Другої світової війни.
У 1957 році — закінчив сценарний факультет Всесоюзного державного інституту кінематографії (ВДІК).
Автор сценаріїв ігрових, документальних, науково-популярних та анімаційних («На перехресті», 1958, МКФ у Белграді, 1959: медаль і диплом); «Чорт поплутав», 1968; «Молодший брат», 1976; «Старт», 1977) фільмів, а також — українських художніх кінострічок:
- «Головний проспект» (1956, режисер Леонід Естрін)
- «Літак відлітає о 9-й» (1960, Юрій Лисенко)
- «Срібний тренер» (1963, Віктор Івченко)
- «Розповіді про Дімку» (1969, три теленовели: «Дімкин півник», режисер Віталій Кондратов; «Дімка розсердився», Григорій Ліпшиць; «Дімка-велогонщик», Ісак Шмарук)
- «Бунтівний «Оріон»» (1978, у співавторстві з Юрієм Чулюкіним, режисер Євген Шерстобитов)

та науково-популярних стрічок: «Грати на дорозі небезпечно», «Юні гімнасти» (1960), «Про що розповів автобус» (1961).